# جاكوب بينتون
جاكوب بينتون (بالإنجليزية: Jacob Benton)‏ هو ضابط ومحامي وسياسي أمريكي، ولد في 19 أغسطس 1814 في ووترفورد في الولايات المتحدة، وتوفي في 29 سبتمبر 1892 في لانكاستر في الولايات المتحدة. حزبياً، نشط في الحزب الجمهوري. وقد انتخب عضو مجلس النواب الأمريكي.